# Fritz Hausjell

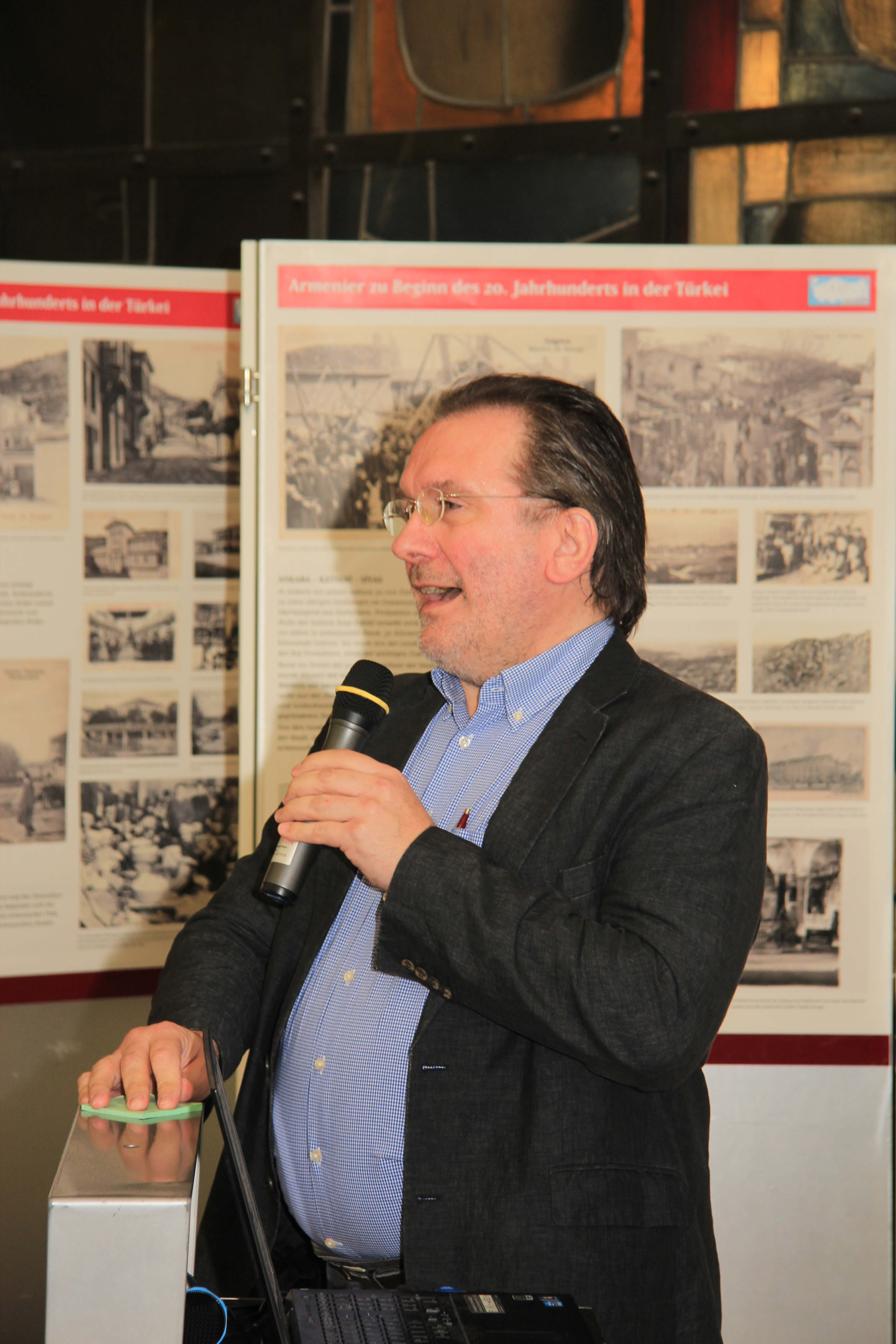
Fritz Hausjell (2015)

Fritz Hausjell (* 18. Juli 1959 in Lenzing, Oberösterreich) ist ein österreichischer Medienhistoriker.

## Leben
Der auf einem Bauernhof aufgewachsene Hausjell studierte Publizistik und Kommunikationswissenschaften sowie Pädagogik an der Universität Salzburg und der Universität Wien. 1985 promovierte er zum Dr. phil., 2003 habilitierte er sich. Bis September 2024 war er außerordentlicher Professor am Institut für Kommunikationswissenschaften der Universität Wien.
Er ist Mitglied im Bund Sozialdemokratischer AkademikerInnen (BSA).

## Wirken
Hausjells bevorzugte Forschungsgebiete sind der Journalismus im Dritten Reich und seine Folgewirkungen. Einschlägige Veröffentlichungen Hausjells sind etwa die Bücher „Die veruntreute Wahrheit. Hitlers Propagandisten in Österreichs Medien“, 1988; „Journalisten gegen Demokratie oder Faschismus“ 1989; und „Die Vierte Macht. Zu Geschichte und Kultur des Journalismus in Österreich seit 1945“, 1991.
Auch die Bereiche Exiljournalismus, Journalismusentwicklung in der Zweiten Republik, Neonazismus und Rassismus im medialen Kontext, Migration und Medien zählen zu Hausjells Arbeitsgebieten, wobei sich der Forscher nicht scheut, auch konfliktträchtige Positionen zu beziehen (so tritt er gegen die Nennung eines allfälligen Migrationshintergrundes bei der medialen Berichterstattung über Delikte auf).
Nach dem Tod von Rubina Möhring im Jahr 2022 wurde er als deren Nachfolger zum Präsidenten der Österreich-Sektion von Reporter ohne Grenzen gewählt.

## Kritik
Hausjells Expertise wurde 2014 von der ÖVP wegen seiner SPÖ-Nähe infrage gestellt.
Vorwürfe zur Amtsführung bei Reporter ohne Grenzen
Im Oktober 2023 trat das langjährige Vorstandsmitglied, der Anwalt Gabriel Lansky, zurück. Die offizielle Kommunikation des Vereins lautete, Lansky sei wegen eines Interessenskonflikts zurückgetreten. Das österreichische Medium Der Standard führte allerdings die Causa Wehrschütz als Grund an.
Bereits im Januar 2024 trat die vielfach ausgezeichnete Journalistin Corinna Milborn aus dem Vorstand zurück. Im August 2024 nannte der Journalist Michael Nikbakhsh drei Fälle als Grund für seinen Rücktritt und weiterer Personen aus dem Vorstand von Reporter ohne Grenzen. Hausjell war als Experte an der Ausarbeitung des Wahlprogramms für SPÖ-Chef Andreas Babler beteiligt, Nikbakhsh und viele weitere Journalistinnen sowie Medienwissenschaftler halten eine solche Tätigkeit mit dem Amt des Präsidenten von Reporter ohne Grenzen für unvereinbar. Auch hat Hausjell eine Spende an einen von ihm und Julian Hessenthaler gegründeten Verein an das Konto von Reporter ohne Grenzen überweisen lassen, ohne den Vorstand zu informieren. Als weiteren Grund für seinen Rücktritt nennt Nikbakhsh eine ehrenamtliche Tätigkeit eines Familienmitglieds Hausjells, über die er den Vorstand nicht informiert hatte. In einer Reaktion kündigte Hausjell an, dass Reporter ohne Grenzen nun Compliance-Regeln ausarbeiten werde.